# Raluca-Gabriela Ioan
Raluca-Gabriela Ioan (n. 6 mai 1971, Focșani, Vrancea, România) este un senator român, ales în 2020 din partea PNL. 